# Walter Jones (fútbol americano)
Walter Jones, Jr. (nacido el 19 de enero de 1974 en Aliceville, Alabama) es un exjugador de fútbol americano, que jugó de offensive tackle en la National Football League (NFL) por trece temporadas. Jones jugó en el Fútbol americano universitario en la Universidad Estatal de Florida.
Jones estuvo en toda su carrera profesional en el Seattle Seahawks desde 1997 hasta 2009, donde fue elegido siete veces al equipo All-Pro y 9 al Pro Bowl. Disputó 180 partidos con los Seahawks; Jones permitió 23 quarterback sacks, y fue penalizado nueve veces por sujetar a un rival. 
Con Seattle, Jones alcanzó la instancia de Super Bowl XL en la temporada de 2005, donde su equipo perdió con los Pittsburgh Steelers por 21 a 10.
En 2014, Jones entró al Salón de la Fama del Fútbol Americano en su primer año de elegibilidad. 
En el Seattle Seahawks, retiraron el número 71, dorsal que utilizó Jones durante toda su carrera.